# Kristian Bliznac
Kristian "Jordan" Bliznac, född 27 maj 1983 i Split, Kroatien, SFR Jugoslavien, är en svensk handbollstränare och tidigare handbollsspelare (vänsternia).

## Karriär
Kristian Bliznac växte upp på Hisingen i Göteborg och började spela handboll som 15-åring i Kärra HF. Under uppväxten tog han sig smeknamnet "Jordan" för sin långa kroppslängd (2,04 meter) och intresse för basket.
I SM-finalen 2009 mot IF Guif var Kristian Bliznac Alingsås HK:s bäste målskytt med nio mål. Matchen slutade 29–26 till Alingsås och de blev svenska mästare.
Inför säsongen 2012/2013 värvades Kristian Bliznac till IK Sävehof. Han spelade där endast en säsong men hann göra många mål, bland annat 47 mål i EHF Champions League. Efter säsongen värvades han av det tyska klubblaget HSG Wetzlar i Bundesliga. i Wetzlar skolades han om till att framför allt bli en skicklig försvarsspecialist. Spelarkarriären avslutades med en säsong 2017–2018 i topplaget Rhein-Neckar Löwen.
2018 blev han tränare i norska Fjellhammer IL, där han var kvar fram till december 2022. Strax efter värvades han som assisterande tränare i Önnereds HK resten av säsongen. Sedan sommaren 2023 jobbar han inom Elverum Håndball med att utveckla unga spelare.

## Landslagsspel
Kristian Bliznac debuterade för Sveriges landslag i januari 2009 genom att spela för Sverige 2 i en träningsturnering inför VM. Totalt blev det 10 landskamper och 9 landslagsmål, från 2009 till 2010.

## Klubbar

### Som spelare
- Kärra HF (1998–2002)
- HP Warta (2002–2004)
- IK Heim (2004)
- Emmelle Naca Teramo (2004–2005)
- Kärra HF (2005–2007)
- Alingsås HK (2007–2012)
- IK Sävehof (2012–2013)
- HSG Wetzlar (2013–2016)
- Kadetten Schaffhausen (2016 – januari 2017)
- Elverum Håndball (2017)
- Rhein-Neckar Löwen (2017–2018)

### Som tränare
- Fjellhammer IL (2018– december 2022)
- Önnereds HK (assisterande, 2023)